# Zhelev Peak
Der Zhelev Peak (englisch; bulgarisch Желев връх Schelew wrach) ist ein 1650 m hoher und felsiger Berg an der Loubet-Küste des Grahamlands im Norden der Antarktischen Halbinsel. An der Westküste der Pernik-Halbinsel ragt er 12,85 km südöstlich des Álvarez Point, 8,2 km südwestlich des Barziya Peak, 17,15 km nordöstlich des Bartholin Peak und 15,35 km östlich des Hooke Point auf. Seine steilen Westhänge sind teilweise unvereist. Der Lallemand-Fjord liegt westlich, der Field-Gletscher nördlich, der Naresne-Gletscher nordöstlich und der Haefeli-Gletscher südsüdöstlich von ihm.
Britische Wissenschaftler kartierten ihn 1978. Die bulgarische Kommission für Antarktische Geographische Namen benannte ihn 2016 nach dem bulgarischen Politiker Schelju Schelew (1935–2015), Präsident Bulgariens von 1990 bis 1997, für seine Unterstützung des bulgarischen Antarktisprogramms.